# سوزان وجسيكي
سوزان ديان وجسيكي (بالإنجليزية: Susan Wojcicki)‏، ( 5 يوليو 1968- 9 أغسطس 2024) هي سيدة أعمال أمريكية وتشغل منصب المدير التنفيذي لشركة يوتيوب. تنحدر والدة سوزان، الموجهة التربوية إستير وجسيكي من أصل روسي؛ وهي ابنه لستانلي وجسيكي، أستاذ الفيزياء البولندي-أميركي بجامعة ستانفورد. درست وجسيكي التاريخ والأدب بجامعة هارفارد وتخرجت فيها مع مرتبة الشرف عام 1990. بعدها، حصلت وجسيكي على درجة الماجستير في الاقتصاد من جامعة كاليفورنيا، سانتا كروز، عام 1998. كما حصلت على درجة الماجستير في إدارة الأعمال من كلية أندرسون للإدارة بالجامعة نفسها. ويشار إلى أن شقيقتها، آن وجسيكي، كانت متزوجة من أحد مؤسسي جوجل المدعو سيرجي برين.
في سبتمبر 1998، في الشهر ذاته التي تأسست شركة جوجل، قام مؤسسوها: لاري بايج، وسيرجي برين بإنشاء مكتب للشركة في جراج بمدينة مينلو بارك.
صنفت وجسيكي ضمن قائمة مجلة فوربس كأكثر النساء تأثيرًا في العالم عام 2011؛  وأطلق عليها «الشخص الأكثر أهمية في عالم الإعلانات»،  و«أهم شخصية يمكن السماع عنها بجوجل».
وفي عام 2012، جاءت وجسيكي ال25 في تصنيف مجلة فوربس؛  ورقم 30 عام 2013 في القائمة ذاتها. وفي عام 2014، جاءت ال12 في الترتيب.
جاء اسم وجسيكي في تصنيف مجلة الفورتشن لأكثر النساء تأثيرًا في عالم المال، أعوام: 2010، 2011، 2012، 2013؛ بترتيب: 43، 28، 18، 19  على التوالي. بينما احتلت وجسيكي المرتبة الأولى في قائمة الخمسين لمجلة الأدويك. ومن ناحية أخرى، جاءت وجسيكي رقم 36 في قائمة مجلة فانيتي فير عام 2013،  ورقم 39 ضمن القائمة ذاتها عام 2012.
ترعرت خبرة وجسيكي داخل شركة جوجل؛ لتقود فيما بعد أمور الإعلانات وتحليل المنتج (جوجل أدووردز، وجوجل أدسنس). وفي فبراير من العام 2014، شغلت وجسيكي منصب رئيسة يوتيوب.

## جوجل
انضمت «سوزان» إلى شركة جوجل في العام 1999 كأول مدير تسويقي للشركة، كما كانت تعمل قبل انضمامها لجوجل مع شركة إنتل وباين آند كو، ومن المتوقع ان تضيف «سوزان» على موقع يوتيوب الكثير من التطورات والخيارات الجديدة.
شغلت سوزان منصب نائبة الرئيس المسؤولة عن إدارة المنتجات والهندسة في «غوغل». وجسيكي هي المسؤولة عن إعلانات كل منتجات «غوغل» وعن 87٪ من عائدات الشركة عام 2012 التي تقدّر بـ50 مليار دولار. درست وجسيكي التاريخ والأدب في جامعة هارفارد وتخرّجت برتبة الشرف عام 1990. حصلت أيضاً على الماجستير في الاقتصاد من جامعة كاليفورنيا في سانتا كروز عام 1993 والماجستير في إدارة الأعمال من جامعة أندرسون للإدارة في عام 1998.
يُطلق على وجسيكي اسم «الغوغلر الأهمّ التي قد يُسمع بها». حلّت في المرتبة الـ16 على قائمة مجلة فوربس «للنساء الـ100 الأقوى نفوذاً في العالم» عام 2011. عام 2012، حلّت في المرتبة الـ25 على هذه القائمة.وتقول سوزان وجسيكي: «بصفتي امرأة في «غوغل»، أحاول أن أكون قدوة حسنة ونموذجاً يُحتذى به للنساء الأخريات في الشركة».
وفي عام 2009، أعلنت شركة جوجل الأمريكية (عملاق البحث على شبكة الإنترنت) عن استحواذها على شبكة أدموب للخدمات الإعلانية للهواتف المحمولة في صفقة بلغت قيمتها 750 مليون دولار. وعلى الرغم من امتلاك جوجل بالفعل لنظام تقديم الخدمات الإعلانية للهواتف المحمولة يسمى دبل كليك موبايل، والذي حصلت عليه عقب استحواذها على شركة دبل كليك عام 2008 في صفقة وصلت قيمتها إلى 2ر3 مليار دولار، إلا أن الشركة تقول بأن شبكة أدموب ستعطيها مزيدا من الخبرة في السوق المتوقع أن تنمو بسرعة خلال السنوات القليلة المقبلة. وتوفر شبكة أدموب للخدمات الإعلانية للهواتف المحمولة، التي تأسست عام 2006 على يد الشاب الأمريكي عمر حموي في سان ماتيو بولاية كاليفورنيا، سوقا للمعلنين لشراء مساحات في المواقع الإلكترونية الموجهة للهواتف المحمولة. وأكدت سوزان وجسيكي نائب رئيس شركة جوجل لإدارة المنتجات أن الخدمات الإعلانية على الهواتف المحمولة لها إمكانيات هائلة كأحد الوسائل التسويقية. وأشارت إلى أنه على الرغم من أن هذه الصناعة لا تزال في مراحل تطورها الأولى، الا أن شبكة أدموب حققت بالفعل تقدما استثنائيا في وقت قصير جدا.
وأثناء عملها بشركة جوجل قالت سوزان وجسيكي، الرئيس التنفيذي لقطاع الإعلانات بشركة «جوجل» الأمريكية، إن أضخم ابتكارات عملاق محركات البحث على الإنترنت خلال السنوات القليلة المقبلة سيكون «نتائج البحث والإعلانات المخصصة». وجاء تعليق وجسيكي خلال عرض تقديمي للشركة أمام مؤتمر «سيرش ماركيتينج إكسبو» المعني بالتسويق الإلكتروني عبر محركات البحث على الإنترنت، والذي شاركها فيه جاك مينزيل، مدير إدارة المنتجات في «جوجل». وذكر مينزيل أن «جوجل» لا تزال تعمل على تطوير أدوات جديدة لإدارة استعلامات البحث المخصصة بالإضافة إلى محتوى الإعلانات، بحسب ما ذكره الموقع الإلكتروني لمجلة «كومبيوتر ورلد» التقنية الأمريكية. وعند سؤالها عما يمكن توقعه من الشركة خلال فترة من 3 إلى 5 سنوات، وهناستشهدت وجسيكي بحادثة شخصية ساعدتها على إدراك مدى أهمية وجود تجربة «مخصصة» في نتائج بحث محرك «جوجل». وأوضحت المسئولة التنفيذية: «لفعل ذلك، سيتعين علينا القيام ببعض العمل الذي ننجزه الآن» فيما يتعلق بتخصيص المحتوى و«معرفة مستخدمينا بشكل أفضل». ووصفت وجسيكي الإعلانات بأنها مجرد «معلومات»، وأشارت إلى «جوجل» ستصل قريباً جداً للمرحلة التي ستصبح فيها الإعلانات هي ما سيرغب المستخدمين في رؤيته.

## يوتيوب
قامت شركة جوجل بتعيين «سوزان وجسيكي»، في منصب الرئيس الجديد لموقع الفيديو «يوتيوب». والجدير بالذكر أن «سوزان» حلت محل الرئيس السابق للموقع «سالار كامنجار» والذي من المتوقع أن يستلم منصباً جديداً في شركة جوجل. وفي بيان له يقول الرئيس التنفيذي لشركة جوجل «لاري بايج»: «لقد قدم» سالار«وفريق عمله الكثير لموقع الفيديو يوتيوب وتمكنوا من جذب أكثر من مليار مستخدم حول العالم للموقع، حقاً ما فعلوه كان مذهلاً، ولكن وكـ» سالار«، لا تتعرف «سوزان» على كلمة» مستحيل«، كما أنها متحمسة جداً لتسلم منصبها الجديد وبدء ما خططت له للموقع». انضمت «سوزان» إلى شركة جوجل في العام 1999 كأول مدير تسويقي للشركة، كما كانت تعمل قبل انضمامها لجوجل مع شركة إنتل وباين آند كو، ومن المتوقع ان تضيف «سوزان» على موقع يوتيوب الكثير من التطورات والخيارات الجديدة.
جاء إعلان خبر تقلدها المنصب الجديد عبر المُدير التنفيذي لجوجل السيد لاري بايج في بريد إلكتروني تم إرساله للعاملين في الشركة جاء فيه بيان بالمُدير الجديد ليوتيوب: “سالار وفريق يوتيوب كله قاموا ببناء شئ مُذهل، فيوتيوب هو مجتمع عالمي يتكون من مليار شخص يصنعون مقاطع الفيديو الشيّقة، يُمكن لأي شخص رفع محتواه الإبداعي للوصول إلى العالم أجمع، وحتى كسب المال. سوزان لديها التجاهل الصحي لفكرة المُستحيل ومُتحمسة كثيرًا حول تحسين اليوتيوب بطريقة يُحبها الناس”. في الوقت نفسه سيقوم سالار كامانجار الرئيس السابق ليوتيوب بتولي مشروع جديد داخل جوجل، وهي نفس الطريقة التي ترك بها أندي روبين رئاسة قسم أندرويد في الشركة للبدء في مشروع صناعة الروبوتات.

## حياتها الخاصة
سوزان متزوجة ولديها خمسة أطفال. وقد نجحت سوزان في مجال الأعمال، بمختلف أنواعها، في اثبات أن الأمومة لم تعد تشكل حاجزاً أمام الراغبات عموماً من السيدات في تحقيق النجاح.

## ثروتها
بعد أن شغلت منصب مديرة المبيعات وإدارة الإعلان داخل جوجل، وتعتبر من الـ20 موظف الأوائل الذين دخلوا جوجل، ومنصبها الحالي في جوجل تسبب في ارتفاع ثروتها إلى 10 مليون دولار، فقط حتى الآن.

## الوفاة
توفيت سوزان وجسيكي بعد صراع مع مرض سرطان الرئة في 9 أغسطس 2024 عن عمر ناهز السادسة والخمسين.